# Forni di Sotto
Forni di Sotto (friuli nyelven For Disot) település Olaszországban, Friuli-Venezia Giulia régióban, Udine megyében. Lakosainak száma 548 fő (2023. január 1.). Forni di Sotto Claut, Sauris, Tramonti di Sopra, Forni di Sopra, Socchieve és Ampezzo községekkel határos.

## Népesség
A település népességének változása:
| Lakosok száma | 594  | 583  | 548  |
|               | 2017 | 2018 | 2023 |